# Ischnocnema nasuta
Ischnocnema nasuta är en groddjursart som först beskrevs av Lutz 1925.  Ischnocnema nasuta ingår i släktet Ischnocnema och familjen Brachycephalidae. IUCN kategoriserar arten globalt som livskraftig. Inga underarter finns listade i Catalogue of Life.